# Чемпіонат Люксембургу з футболу 1923—1924
Чемпіонат Люксембургу з футболу 1923—1924 — 14-й Чемпіонат Люксембургу з футболу. Участь брало 8 команд, що складали єдиний дивізіон. Змагання проводилося у два кола, команди зустрічалися почергово вдома та на виїзді. Після закінчення сезону 2 найгірші команди вилітали в другий дивізіон. Натомість дві найкращі команди другого дивізіону підвищувалися в класі.

## 8 учасників
- Спортінг Люксембург
- Женесс
- Ред Блек Пфафенталь - вилетів до другого дивізіону
- Ред Бойз Діфферданж
- Фола - чемпіон, володар Кубку Люксембургу
- Ф91 Дюделанж
- Юніон Люксембург
- Еклер Беттембург

## Турнірна таблиця
За перемогу давали 2 очки, нічия приносила команді 1 очко, поразка - 0
| М | Клуб                | І  | В  | Н | П  | О  | МЗ | МП |
| 1 | Фола                | 14 | 10 | 1 | 3  | 23 | 45 | 14 |
| 2 | Спортінг Люксембург | 14 | 9  | 2 | 3  | 20 | 41 | 24 |
| 3 | Ред Бойз Діфферданж | 14 | 8  | 2 | 4  | 18 | 28 | 13 |
| 4 | Женесс              | 14 | 6  | 3 | 5  | 15 | 27 | 25 |
| 5 | Ф91 Дюделанж        | 14 | 6  | 2 | 6  | 14 | 26 | 28 |
| 6 | Юніон Люксембург    | 14 | 3  | 3 | 8  | 9  | 21 | 27 |
| 7 | Ред Блек Пфафенталь | 14 | 3  | 2 | 9  | 8  | 18 | 42 |
| 8 | Еклер Бетембург     | 14 | 1  | 3 | 10 | 5  | 18 | 51 |